# Liao Qiuyun
Dans ce nom chinois, le nom de famille, Liao, précède le nom personnel.
Pour les articles homonymes, voir Liao.
Liao Qiuyun (en chinois : 廖秋云), née le 13 juillet 1995 à Yongzhou, est une haltérophile chinoise, elle reçoit la médaille d'argent en moins de 55 kg aux Jeux olympiques d'été de 2020.

## Carrière
Liao Qiuyun évolue dans la catégorie des moins de 55 kg. 
Elle obtient la médaille d'or au total et à l'épaulé-jeté et médaillé d'argent à l'arraché lors des Championnats du monde d'haltérophilie 2019 à Pattaya. Au niveau continental, elle remporte trois médailles d'or lors des Championnats d'Asie d'haltérophilie 2019 à Ningbo et deux médailles d'or (épaulé-jeté et total) et une médaille de bronze à l'arraché lors des Championnats d'Asie d'haltérophilie 2020 à Tachkent.
Lors des Jeux olympiques d'été de 2020, Liao Qiuyun remporte la médaille d'argent dans la catégorie des moins de 55 kg.